# Чэнь Таньцю
Чэнь Таньцю́ (кит. упр. 陈潭秋, пиньинь Chén Tánqiū; 4 января 1896 ― 27 сентября 1943) ― китайский общественный и партийный деятель. Был одним из основателей Коммунистической партии Китая (КПК).

## Биография
Родился 4 января 1896 года в уезде Хуанган. Окончил Высшую нормальную школу Уханя (ныне известна как Уханьский университет). Играл руководящую роль в Движении 4 мая в 1919 году. Вместе с Дун Биу в 1920 году учредил группу коммунистов Уханя. В 1921 году он и Дун Биу приняли участие в конференции китайских коммунистов, на которой было принято решение об учреждении Коммунистической партии Китая. Данное событие вошло в историю как Национальный конгресс Коммунистической партии Китая.
После партийного съезда Чэнь продолжил занимать пост руководителя местного отделения КПК. В феврале 1923 года он был одним из организаторов всеобщей забастовки железнодорожников, в которой приняли участие представители рабочего движения по всей стране.
В 1935―1939 гг. был делегатом КПК в Коминтерне, в этот же период прослушал курс в Международной ленинской школе в Москве. Помимо этого был делегатом в III, V, VI съездах КПК, а также был приглашён к участию в VII съезде, но 27 сентября 1943 года он был казнён по приказу генерал-губернатора Синцзяна Шэн Шицая, о чём партийное руководство известий не имело.